# Лангваген, Владимир Яковлевич
Владимир Яковлевич Лангваген (1880—1943) — гражданский инженер и архитектор; работал в Санкт-Петербурге и Царском Селе, брат архитектора Н. В. Лангвагена.

## Биография
Родился в семье коллежского асессора, начальника Которынской телеграфной станции Ивана Якова Лангвагена и попечительницы Пинского реального училища Михалины Ивановны Лангваген (рождённой Щенснович).
Окончил Санкт-Петербургский Институт гражданских инженеров Императора Николая I (1909) с присвоением звания гражданский инженер, с правом на чин X класса. Постановлением Совета Института гражданских инженеров от 7 октября 1909 года Лангвагену была присуждена золотая медаль за лучшие проекты по архитектуре, исполненные В.-К. Лангвагеном во время пребывания в институте.
Определён на службу в Министерство внутренних дел с откомандированием для занятий в Техническо-строительный комитет (21.07.1911).
- Инженер по дорожной части Царскосельского Дворцового Управления (1911—1918).
- Заведующий Техническим отделом Детскосельской детской колонии (1918—1920).
- Инженер совнархоза в Детскосельском Отделе местного хозяйства (1920—1922).
- Производитель работ в Детскосельском отделении сельскохозяйственного института (1922—1926).
- Инспектор Контрольно-инспекционного подотдела Ленинградского губернского отдела коммунального хозяйства (1926—1930).
- Инженер Треста коммунальных домов Ленсовета (1930—1933).
- Инженер-архитектор Отдела капитального строительства Треста зелёного строительства Ленсовета (1933—1942).
- Инженер-архитектор Таврического комбината Садово-паркового хозяйства Ленсовета (1942—1943).

В 1915 году Лангваген женился на Тамаре Эммануиловне Крюгер. В 1916 году у них родилась дочь Елена.
Умер 10 мая 1943 года в Ленинграде, погребён на Волковском православном кладбище.

### Известные работы Владимира  Лангвагена
- 1909—1911 — экспериментальное мощение мостовой в Царском Селе[1] Работа была отмечена императором Николаем II: наградные часы «Павел Буре», инкрустированные гербом Российской Империи с бриллиантом.
- 1911 — проект жилого квартала в Царском Селе[2]; «Генеральный план, предполагаемого к разбивке, дробных участков на полосе земли, принадлежащей Министерству Императорского Двора во «Фридентальской колонии»[3]; Проект «Предполагаемого на пересечении улиц площадь и памятник Императору Александру I»[4].
- 1912—1914 — Дом-особняк церемониймейстера Высочайшего Двора, графа Василия Петровича Кочубея[5].
- 1912—1914 — Дом [6] горного инженера, Брянского II гильдии купца, потомственного почетного гражданина Карла Карловича Фрелиха.
- 1913 — Дом[7] помощника церковного старшины Спасо-Преображенской приходской церкви Кузьмы Григорьевича Ершова.
- 1913—1915 — Дом А. Ф. Мундингера[8]
- 1914—1915 — Дом жены кандидата коммерции Любовь Николаевны Соболевой[9].
- 1910-е — Дома Мейер[10][11].